# Strada statale 613 Brindisi-Lecce
La strada statale 613 Brindisi-Lecce (SS 613) o superstrada Brindisi-Lecce è una strada statale italiana il cui percorso si snoda interamente in Puglia. Presenta caratteristiche di superstrada e collega i due capoluoghi salentini Brindisi e Lecce con un tracciato di circa 34 chilometri.

## Storia
Costruita dalla Cassa del Mezzogiorno, venne istituita col decreto del Ministro dei lavori pubblici del 31 luglio 1970, mutuando il percorso dalla strada a scorrimento veloce Brindisi-Lecce, con i seguenti capisaldi d'itinerario: "Brindisi - Lecce".
Segue parallelamente il destituito tracciato della SS16, che, nel suo percorso, collega Brindisi e Lecce attraversando i centri intermedi di San Pietro Vernotico, Squinzano e Trepuzzi. Questa più recente arteria procede più a est della Statale 16, servendo i tre suddetti comuni e, con più facilità, i centri di Torchiarolo e Surbo, nonché le marine adriatiche.

## Percorso
La SS 613 si presenta come una superstrada a carreggiate separate da barriera New Jersey in cemento. In base al D.M. nº 6792 del 5/11/2001, il limite massimo di velocità è di 110 chilometri orari e non vi possono circolare macchine agricole, velocipedi, motoveicoli di cilindrata inferiore ai 150 cm³ né pedoni. Successivamente il tratto Surbo sud-Lecce (km 32-34) ha subito un abbassamento del limite a 70 chilometri orari.

### Tabella percorso
| Brindisi-Lecce |                                                                           |      |           |                |
| Tipo           | Indicazione                                                               | ↓km↓ | Provincia | Strada europea |
|                | Adriatica Tangenziale di Brindisi                                         | 0,0  | BR        |                |
|                | Brindisi Quartiere la Rosa ex Adriatica                                   | 0,1  | BR        |                |
|                | Brindisi Porta Lecce Zona Industriale di Brindisi Traghetti per la Grecia | 1,0  | BR        |                |
|                | Tuturano                                                                  | 8,0  | BR        | -              |
|                | San Pietro Vernotico per Campo di Mare, Torre San Gennaro                 | 12,2 | BR        | -              |
|                | Torchiarolo - San Pietro Vernotico                                        | 16,8 | BR        | -              |
|                | Squinzano - Torchiarolo                                                   | 19,6 | LE        | -              |
|                | Squinzano - Trepuzzi per Casalabate, Torre Rinalda                        | 22,8 | LE        | -              |
|                | Surbo - Trepuzzi                                                          | 27,8 | LE        | -              |
|                | Surbo Surbo scalo Zona industriale di Lecce                               | 29,3 | LE        | -              |
|                | Surbo - Giorgilorio                                                       | 31,2 | LE        | -              |
|                | Tangenziale Ovest di Lecce Tangenziale Est di Lecce                       | 32,9 | LE        | -              |
|                | Lecce                                                                     | 34,1 | LE        | -              |